# Sidi Bouzid Ouest
La delegació o mutamadiyya de Sidi Bouzid Ouest (àrab: معتمدية سيدي بوزيد الغربية, muʿtamadiyyat Sīdī Būzīd al-Ḡarbiyya) és una delegació o mutamadiyya de Tunísia a la governació de Sidi Bouzid, formada per la part nord-oest i sud-oest de la ciutat de Sidi Bouzid i estenent-se cap a les muntanyes del Djebel El Kebar al sud i del Djebel Lassouda al nord. Tenia 65.410 habitants al cens del 2004.

## Administració
Com a delegació o mutamadiyya, duu el codi geogràfic 43 51 (ISO 3166-2:TN-12) i està dividida en dotze sectors o imades:
- Sidi Bouzid (43 51 51)
- Ennour (43 51 52)
- Sidi Salem (43 51 53)
- El Hichria (43 51 54)
- El Friou (43 51 55)
- Sadakia (43 51 56)
- Oum El Adham 1 (43 51 57)
- Oum El Adham 2 (43 51 58)
- Ettouila (43 51 59)
- Ennasr (43 51 60)
- Sidi Bouzid Sud (43 51 61)
- Sidi Bouzid Ouest (43 51 62)

A nivell de municipalitats o baladiyyes, forma part de la municipalitat de Sidi Bouzid (codi geogràfic 34 11).